# Три случая убийства
«Три случая убийства» (англ. Three Cases of Murder) — киноальманах из трех историй, в которых основную роль сыграл актёр Алан Бэдел. Первая и третья история повествует о сверхъестественном, в то время как вторая является триллером. Каждая история начинается с прелюдии рассказчика, которого играет Имонн Эндрюс.

## Сюжет
В первой истории музейный работник попадает в одну из картин в галерее. Во второй, два друга влюбляются в одну женщину, прежде чем она умирает от рук одного из них. В третьей, политик стремится уничтожить карьеру своего политического оппонента, и вскоре обнаруживает, что тот загадочным образом проникает в его сны.

## В ролях
- Орсон Уэллс
- Алан Бэдел
- Джон Грегсон
- Андре Морелл — доктор Одлин (в новелле «Лорд Маунтдраго»)
- Патрик Макни

## Факты
- Несмотря на то, что Орсон Уэллс был заявлен первым в заглавных титрах, в действительности он появляется лишь в конце третьей истории.